# World Games 2025/Racquetball
Bei den World Games 2025 in Chengdu werden vom 13. bis 17. August 3 Wettbewerbe im Racquetball ausgetragen. Austragungsort ist das Hi-Tech Zone Sports Centre Gymnasium.

## Bilanz

### Medaillenspiegel
| Platz  | Land               | Gold | Silber | Bronze | Gesamt |
| ------ | ------------------ | ---- | ------ | ------ | ------ |
| 1      | Argentinien        | 1    | 2      | –      | 3      |
| 2      | Bolivien           | 1    | –      | –      | 1      |
| 2      | Vereinigte Staaten | 1    | –      | –      | 1      |
| 4      | Mexiko             | –    | 1      | 1      | 2      |
| 5      | Guatemala          | –    | –      | 1      | 1      |
| 5      | Kanada             | –    | –      | 1      | 1      |
| Gesamt | Gesamt             | 3    | 3      | 3      | 9      |

### Medaillengewinner
| Disziplin     | Gold                               | Silber                                 | Bronze                                 |
| ------------- | ---------------------------------- | -------------------------------------- | -------------------------------------- |
| Einzel Männer | Conrrado Moscoso (BOL)             | Diego García (ARG)                     | Eduardo Portillo (MEX)                 |
| Einzel Frauen | María José Vargas (ARG)            | Paola Longoria (MEX)                   | Ana Gabriela Martínez (GUA)            |
| Mixeddoppel   | Jacob Bredenbeck / Naomi Ros (USA) | Diego García / María José Vargas (ARG) | Coby Iwaasa / Frédérique Lambert (CAN) |